# Androtanais beebei
Androtanais beebei är en kräftdjursart som först beskrevs av Van Name 1925.  Androtanais beebei ingår i släktet Androtanais, överfamiljen Paratanaoidea, ordningen tanaider, klassen storkräftor, fylumet leddjur och riket djur. Inga underarter finns listade i Catalogue of Life.